# Ferko Urbánek
Ferko Urbánek, celým jménem František Ľudovít Urbanek, uměleckým jménem Ferko U. (31. července 1858, Vsetín, Rakouské císařství – 10. prosince 1934, Bratislava-Petržalka, Československo) byl slovenský spisovatel, dramatik, novinář, úředník a podnikatel, působil také pod pseudonymy Miloň, Salvator, Tatran, Tatranský, Tatrín, Tatroslav.

## Životopis
Studoval na slovenském patronátním gymnáziu v Kláštore pod Znievem, po jeho uzavření pokračoval na benediktinském gymnáziu v Ostřihomi 1875–1877 v Banské Bystrici, kde navázal přátelství s J. Vlčkem a M. Kollárem; pro nemoc se ale studií vzdal. Byl to všestranně literárně a kulturně činný hybatel, který svoji národní buditelskou misi vykonával v období vyrcholení pomaďaršťovacích snah uherské vlády. Jednalo se o tvůrce národní lidové dramatiky, autora básní a písňových textů. Knižně vydal sbírku veršů pro děti a sbírku písňových textů spolu s partiturou M. Schneidera-Trnavského. Jeho prozaická tvorba zůstala bez většího ohlasu. Psal polemiky, eseje, črty, úvodníky, hospodářské a satirické články, přispíval do krajanského tisku. Jako spolumajitel tiskárny Urbánek a spol. v Trnavě aktivně zasáhl do vydávání slovenských knih v meziválečném období.

## Památky
- hrob a náhrobní pomník od J. Pospíšila (1935) na Ondrejském hřbitově v Bratislavě
- literární pozůstalost a fotodokumentace v LAMS

## Dílo
- Strídža spod Hája – Martin 1898
- Rozmajrín – Martin 1899
- Hrob lásky – Martin 1912
- Kamenný chodníček – Martin 1913
- Obrázky z hôr – Trnava 1905
- Krivoprísažník a iné rozprávky – Trnava (před rokem 1938)